# Officier de police judiciaire
Ne doit pas être confondu avec Officier de police en France.
Pour les articles homonymes, voir Policier (homonymie) et O.P.J..
En France, les officiers de police judiciaire (OPJ) sont, selon l'article 16 du code de procédure pénale  :
- les maires et leurs adjoints[2] ;
- les officiers et gradés de la Gendarmerie nationale ainsi que les gendarmes comptant au moins trois ans de service dans la Gendarmerie, nominativement désignés par arrêté des ministres de la justice et de l'intérieur, après avis conforme d'une commission ;
- les inspecteurs généraux, les sous-directeurs de police active, les contrôleurs généraux, les commissaires de police et les officiers de police ;
- les fonctionnaires du corps d'encadrement et d'application de la Police nationale comptant au moins trois ans de services dans ce corps, nominativement désignés par arrêté des ministres de la Justice et de l'Intérieur, après passage d’un examen sanctionnant la qualification ;
- les personnes exerçant les fonctions de directeur ou sous-directeur de la Police judiciaire ou de la Gendarmerie nationale ;
- les capitaines de navire : officiers de police judiciaire pouvant constater des infractions à bord et instruire un dossier[3],[4] ;
- les chefs de district des Terres australes et antarctiques françaises.

Par ailleurs, selon les articles 28-1 et 28-2 du code de procédure pénale, des agents de catégories A et B du ministère chargé du Budget (douanes et des services fiscaux, répression des fraudes) spécialement désignés par arrêté des ministres chargés de la justice et du budget disposent des mêmes prérogatives et obligations que celles attribuées aux officiers de police judiciaire.
Par analogie avec le terme d'officier de police judiciaire, dans le langage courant, les agents des douanes et des services fiscaux habilités à effectuer des missions de police judiciaire sont respectivement désignés comme « officiers de douane judiciaire » (ODJ) et « officiers fiscaux judiciaires » (OFJ).

## Habilitation
Pour les fonctionnaires cités à l'article 16, pour les fonctionnaires de la Police nationale ainsi que pour les militaires de la Gendarmerie nationale, l'exercice effectif de la qualité d'officier de police judiciaire est subordonné au passage d’un examen dont l'obtention peut aboutir à une habilitation délivrée par le procureur général. Seuls les OPJ habilités peuvent exercer les pouvoirs que leur confère la loi dans le cadre de la procédure pénale. L'habilitation est généralement valable sur le territoire du ressort de la cour d'appel où l'OPJ exerce habituellement ses fonctions ; dans ce cas l'habilitation est délivrée par le procureur général près la cour d'appel concernée. Si l'OPJ est amené à exercer régulièrement ses attributions sur l'ensemble du territoire national, l'habilitation est délivrée par le procureur général près la cour d'appel de Paris.
De la même manière, les agents des douanes et des services fiscaux désignés aux articles 28-1 et 28-2 doivent, pour mener des enquêtes judiciaires et recevoir des commissions rogatoires, y être habilités personnellement en vertu d'une décision du procureur général. Ces agents ont compétence sur l'ensemble du territoire national.
Les conditions d'octroi, de retrait et de suspension, de cette habilitation sont définis par le code de procédure pénale dans les articles R13 à R15-2 pour les militaires de la Gendarmerie nationale, par les articles R15-3 à R15-6 pour les fonctionnaires de la Police nationale, par les articles R15-33-7 à R15-33-9 pour les agents des douanes et par les articles R15-33-29-10 à R15-33-29-12 pour les agents des services fiscaux.

## Attributions
Les officiers de police judiciaire :
- constatent les crimes, les délits et les contraventions ;
- contrôlent l'activité des agents de police judiciaire ;
- reçoivent les plaintes et les dénonciations ;
- ont le pouvoir de placer en garde à vue les personnes à l'encontre desquelles existent une ou plusieurs raisons plausibles de soupçonner qu'elles ont commis ou tenté de commettre un crime ou un délit puni d'une peine d'emprisonnement ;
- en matière de crimes et flagrants délits, ils sont investis de pouvoirs propres leur permettant de mener des enquêtes de flagrance ;
- peuvent procéder à des enquêtes préliminaires ;
- exécutent les délégations et les réquisitions des juridictions d'instruction ;
- ont le pouvoir d'effectuer des réquisitions à personnes qualifiées, d'interroger des fichiers nominatifs sans que puisse leur être opposé le secret, de faire des constatations, de mener des investigations dont effectuer des perquisitions et saisies ;
- il n'y a aucune hiérarchie entre les officiers de police judiciaire qui sont leur propre « chef » dans l'enquête qu'ils diligentent. Néanmoins, en matière de Police judiciaire, ils sont sous la direction du procureur de la République, sous la surveillance du procureur général et le contrôle de la chambre de l'instruction.

Les officiers de douane judiciaire (ODJ) et les officiers fiscaux judiciaires (OFJ) ont les mêmes attributions que les OPJ sous les conditions suivantes :
- ils agissent uniquement sur réquisition du procureur de la République ou sur commission rogatoire du juge d'instruction ;
- ils enquêtent dans des domaines limitativement énumérés par la loi[5],[6].

Les enquêtes préliminaires, en ce qui concerne les infractions commises à bord d'un navire, peuvent également être conduites par le capitaine du navire (article 28 du code disciplinaire et pénal de la marine marchande).